# Charlotte Permell
Charlotte Permell, född 8 juli 1963 i Karlskrona, är en svensk miljöjournalist och programledare.
Sedan 1997 var Permell programledare på Sveriges television och har främst arbetat med naturprogram, bland annat Mitt i naturen och Mitt i naturen - film. Numera är hon chefredaktör för Världsnaturfondens tidning.

## Priser och utmärkelser
- Årets väckarklocka 2002
- Sveriges Ingenjörers miljöpris 2017